# Tasmaanse boeboekuil
De Tasmaanse boeboekuil (Ninox leucopsis) is een vogel uit de familie Strigidae (Echte uilen). De vogel werd in 1838 door John Gould  geldig beschreven als aparte soort, maar daarna lang als ondersoort beschouwd van de Nieuw-Zeelandse boeboekuil (N. novaeseelandiae) .

## Herkenning
De vogel is 28 tot 30 cm lang en lijkt sterk op de Nieuw-Zeelandse boeboekuil.

## Verspreiding en status
Deze soort komt voor op Tasmanië. De vogel staat als niet bedreigd op de Rode Lijst van de IUCN.